# Тетрагидрометаноптерин
Тетрагидрометаноптерин (H4-МП) — коэнзим, участвующий в процессе метаногенеза. Он переносит одноуглеродные группы, начиная с формильной, которая затем последовательно восстанавливаются до метильной и переносятся на коэнзим M.
Тетрагидросарцинаптерин (H4-СП) отличается от метаноптерина наличием глутамина, присоединённого к 2-гидроксиглутаровой кислоте на его конце.

## Преобразование одноуглеродных фрагментов
В процессе метаногенеза N-формилметанофуран передаёт одноуглеродный фрагмент на N5 атом птеринового кольца, в результате чего образуется формил-H4-МП. После этого от формильной группы отщепляется вода и образуется метенил-H4-МП, который затем восстанавливается до метилен-H4-МП. Метилен-H4-МП впоследствии восстанавливается с использованием кофактора F420 в качестве донора электронов до метил-H4-МП. Реакция катализируется F420-зависимой метилен-H4-МП редуктазой. Завершаются преобразования тем, что метилен-H4-МП передаёт метильную группу на коэнзим M при посредничестве кобальт содержащего белка.

## Сравнение с тетрагидрофолиевой кислотой
Тетрагидрометаноптерин схож по структуре с другим переносчиком одноуглеродных фрагментов — тетрагидрофолиевой кислотой. Основное различие между ними — это наличие у тетрагидрофолата электроноакцепторной карбонильной группы в фенильном кольце. Как следствие, метенил-H4-МП гораздо труднее восстанавливается по сравнению с метенил-ТГФ. Восстановление осуществляется так называемой гидрогеназой, не содержащей железосерный кластер. Такое нескладное название придумано, чтобы отличать эту гидрогеназу от так называемых железных гидрогеназ, которые содержат железосерный кластер.